# イトヒゲモジャハゼ
イトヒゲモジャハゼ（Barbuligobius boehlkei）はハゼの一種である。インド西太平洋の熱帯、亜熱帯域から知られ、サンゴ礁の礁池、斜面の砂地で砂に潜って生活している。

## 分布
伊豆諸島、南西諸島および、静岡県下田、高知県須崎、台湾南部、インド - 西太平洋に分布する。

## 特徴
体長は2-4cm。頭部は大きく縦扁し、頭部の感覚器が発達している。頭部には糸状で細長い多数の白い皮弁がある。同属のヒゲモジャハゼと比べ、皮弁は細長く、一部は分岐する。腹鰭は吸盤状になっている。体色は黄褐色で、体側面に五つの黒い斑点が並ぶ。背面に6つの白い鞍状斑がある。
水深1-15mの珊瑚礁域に生息し、礁池のタイドプールや礁斜面の砂礫底でみられ、砂に潜って身を隠している。複数個体が同じ場所に生息している。